# Hedyosmum arborescens
Hedyosmum arborescens är en tvåhjärtbladig växtart som beskrevs av Olof Swartz. Hedyosmum arborescens ingår i släktet Hedyosmum och familjen Chloranthaceae. Inga underarter finns listade i Catalogue of Life.